# Rathmecke
Die Rathmecke ist ein Stadtteil und Seitental im mittleren Rahmedetal, gelegen zwischen Lüdenscheid und Altena. Früher gehörte das Gebiet zur Gemeinde Lüdenscheid-Land und zum Kreis Altena. Seit 1969 zählt der Stadtteil Rathmecke zur Stadt Lüdenscheid und zum Märkischen Kreis.

## Geschichte
Schon im 17. Jahrhundert wurden im Raum Dünnebrett, Rathmecke und im nahegelegenen Krummenscheid Eisenerzgruben erschlossen. Heimatforscher haben über 30 alte Schmelzöfen, Schlackenhalden und unzählige Schürfstellen gefunden, die zum Teil heute noch sichtbar sind. Um 1850 hat man diese Gruben wieder genutzt, teilweise erweitert und ausgebaut und nach Kupfer gegraben. Es fanden sich Klüfte von 4 Zoll Mächtigkeit, die mit Kupferkies, Malachit und Kupferlette durchzogen waren. Der erste Fundpunkt liegt bei Neuenweg zwischen Oberrahmede und Dünnebrett am nordwestlichen Talhang gegenüber der ehemaligen Firma Kettling. Unmittelbar neben einem kleinen Wasserbehälter kann man noch die alten Pingen erkennen, die beiden anderen Fundpunkte liegen in der Nähe der Höhe nördlich der Rathmecke. Es handelt sich hierbei um die Grubenfelder des Konsortium-Vereins Essendia mit den Grubenfeldern Neu-Essen 1, 2 und 3. Weitere Kupfererzgruben lagen weiter südwestlich im Bereich des Höhenzuges Helle.

### Siedlung Adamy
1894 errichtete der Schlossermeister August Enders auf einem langen Feld neben der Straße zwischen Dünnebrett und Grünewiese einen kleinen Schmiedebetrieb, bei dem er sich auch das vorbeifließende Wasser der Rahmede zunutze machte. Der Betrieb wuchs, und als Enders 1910 starb, hatte sich der Betrieb bereits mehrfach vergrößert und beschäftigte etwa 115 Mitarbeiter. Unter Beteiligung von August Adamy und Franz Paulmann und durch die Umwandlung zuerst in eine GmbH und später eine Aktiengesellschaft wuchs die Belegschaft bis 1915 auf das Doppelte an.
Diese Arbeiter und Angestellten brauchten Wohnraum und so ließ August Adamy in der Rathmecke eine ganze Siedlung erbauten, die auch heute noch seinen Namen trägt. Später wurde die Siedlung zum Dickenberg und Freisenberg ausgedehnt. Letzterer wird schon 1478 erwähnt mit seinem Freigutsbesitzer Hynrick to Freisenberg. Vom Dickenberg stammen Hermann Diedrich und sein Sohn Peter Heinrich Spelsberg, die im Rahmedetal unterhalb des Flurstückes Langenfeld und etwa 350 Meter von der Firma Enders entfernt, den Dickenberger Reckhammer gründeten. Heute ist er ein Zweigwerk der Firma J. D. Geck, die auch Teile von Enders gekauft haben und heißt offiziell Dickenberger Hammer. Die Bezeichnung „Dickenberger“ lässt man der Einfachheit halber heute weg und so heißt der Firmenkomplex dort „Werk Hammer“.